# Нью-Йорк (роман)
«Нью-Йорк» — исторический роман британского писателя Эдварда Резерфорда, опубликованный в 2009 году.

## Сюжет
Роман представляет собой хронику зарождения и роста Нью-Йорка, от прибытия первых европейских колонистов в 17 — м веке, вплоть до лета 2009 г. Главными действующими лицами романа являются как реальные так и вымышленные персонажи. В романе, эти семьи представляют собой последовательные волны иммигрантов, которые дали городу его многокультурный характер.
Первые голландские основатели Нового Амстердама типизируются на примере семьи Ван Дейка, который процветал в торговле с коренными американцами: индейцами-алгонкинами и могавками, которые жили в то время в долине Гудзона.
Семья Ван дейков роднится с семьей английского переселенца Мастера и остаются в Нью-Йорке через всю повествование, обеспечивая одну из объединительных нитей повествования.
В романе также прослеживается судьба семьи африканского негритянского раба Квоша, чьи потомки также стали частью культурной смеси Нью-Йорка.
По мере того как история развивается на протяжении многих лет, мы встречаем больше вымышленных семей:  немецкая — Келлер, итальянская- Карузо, еврейская — Адлер, и Пуэрто-Риканская — Кампос. Их судьбы, переплетенные между собой, показывают семейные культурные традиции различных групп и межкультурных отношений жителей
Автор разбивает повествование на главы по дате. Всего в произведении двадцать семь глав. Большинство дат составляют одну главу; несколько дат описываются в течение двух или трех глав.
На страницах романа приведены хорошо нарисованные карты острова Манхэттен, которые помогают читателю следить за развитием событий и историей города.
Произведение затрагивает описание реальных исторических событий, которые коренным образом повлияли на становление демократии в Америке: будь то дело Зенгера, Бостонское чаепитие, Американская революция, Гражданская война и пр.

## Критика
В 2010 г. произведение удостоилось американской награды Langum Prize за исторический роман.

## Примечание
1. ↑  The Langum Charitable Trust. Дата обращения: 2 ноября 2016. Архивировано 4 ноября 2016 года.